# Оџаклук-тимар
Оџаклук-тимар је посебна врста феудалног поседа позната у Босанском пашалуку.
Оџаклук-тимар се наслеђивао у кругу породице; оџак је синоним за породицу. Ова врста лена настала је пошто су босанске спахије, после битке код Сиска (1593. година), у којој су изгинули у великом броју, тражиле од султана породично наслеђивање поседа. Султан је ову одлуку потврдио ферманом почетком 17. века. Ова врста феудалног лена била је важна у настанку босанског племства - беговата. 